# Diễn Hồng
Diễn Hồng là một xã thuộc huyện Diễn Châu, tỉnh Nghệ An, Việt Nam.
Xã có diện tích 5,85 km², dân số năm 1999 là 9.384 người, mật độ dân số đạt 1.604 người/km².

## Lịch sử
Xã Diễn Hồng là địa phương đầu tiên của huyện Diễn Châu và là xã thứ 6 của tỉnh Nghệ An về đích nông thôn mới (NTM) trong năm 2014. 
Diễn Hồng Có 1 Trường mầm non,1 trường trung học cơ sở diễn hồng,và 1 trung học phổ thông diễn hồng, có 1 Trung tâm đào tạo lái xe máy và Đào tạo lái ôtô đoàn A.

## Khu Công Nghiệp Diễn Hồng
Diễn Hồng Có 1 Khu công nghiệp ,khu công nghiệp diễn hồng khu công nghiệp lớn của huyện điên châu nhiều tập đoàn lớn đầu tư hàng nghìn tỷ đồng vào khu công nghiệp diễn hồng tạo công ăn việc làm cho người dân địa phương, đóng   thuế cho nhà nước hàng trăm tỷ mỗi năm, đóng thuế cho xã diễn hồng ,xã diễn hồng thu thuế từ khu công nghiệp diễn hồng thu hàng trăm tỷ mỗi năm tạo thu nhập cho nhân dân địa phương có công ăn việc làm, làm cho diễn hồng trở xã giàu có phát triển kinh tế bậc nhất việt nam.

## Doanh nhân
- Nguyễn Hồng Thái Giám đốc Công An Việt Nam ,Cháu Thái Sư Cương Quốc Công Nguyễn Xí.

- Hồ Xuân Hùng Chủ tịch Tỉnh Nghệ An Giám đốc tập đoàn cao su việt nam.